# Вискан
Ви́скан (швед. Viskan) — река на юге Швеции. Длина реки — 142 км, площадь бассейна — 2202 км². Река вытекает из озера Толькен в лене Вестра-Гёталанд, протекает также по территории лена Халланд, где впадает в пролив Каттегат. Высота истока — 226 м над уровнем моря.
Крупнейший город на реке — Бурос.
Транспортировка по Вискану была осложнена серией порогов и водопадов. В 1645 году Аксель Оксеншерна поручил Йохану Верншельду исследовать Вискан и другие реки Халланда, чтобы выяснить, можно ли их использовать для транспортировки. Йохан изучил русло Вискана и пришёл к выводу, что на реке нет фарватера, то есть, она непригодна для судоходства, и перечислил 44 причины для этого.